# Xenocalamus
Xenocalamus – rodzaj węży z podrodziny aparalakt (Aparallactinae) w rodzinie gleboryjcowatych (Atractaspididae).

## Zasięg występowania
Rodzaj obejmuje gatunki występujące w Kongu, Demokratycznej Republice Konga, Angoli, Zambii, Namibii, Botswanie, Zimbabwe, Mozambiku i Południowej Afryce. 

## Systematyka

### Etymologia
Xenocalamus: gr. ξενος xenos „obcy, dziwny”; καλαμος kalamos „trzcina”.

### Podział systematyczny
Do rodzaju należą następujące gatunki:
- Xenocalamus bicolor Günther, 1868
- Xenocalamus mechowii Peters, 1881
- Xenocalamus michelli Müller, 1911
- Xenocalamus sabiensis Broadley, 1971
- Xenocalamus transvaalensis Methuen, 1919